# Getrokken trein
Een getrokken trein is een combinatie van een of meer rijtuigen zonder voortbewegingsinstallatie in combinatie met een locomotief of ander krachtvoertuig met cabine. 
Een bijzondere vorm van de getrokken trein is de trek-duwtrein: een min of meer vaste eenheid van locomotief en rijtuigen, waarvan het laatste een stuurstand heeft vanwaar de locomotief met een door de trein lopende kabelverbinding op afstand bestuurd kan worden.
Krachtvoertuigen beschikken over een eigen voortbewegingsinstallatie. Een locomotief wordt daarom als krachtvoertuig beschouwd.